# Partito dell'Alleanza dell'Irlanda del Nord
Il Partito dell'Alleanza dell'Irlanda del Nord (in inglese Alliance Party of Northern Ireland, APNI) è un partito politico nordirlandese di orientamento liberale e centrista, fondato nel 1970. Nello scenario politico nordirlandese si colloca come un partito non settario, né unionista né repubblicano irlandese.

## Storia
Alle elezioni generali nel Regno Unito del 2010 il partito ha conquistato il suo primo seggio alla Camera dei comuni, con Naomi Long che ha vinto il collegio di Belfast East contro Peter Robinson, leader del Partito Unionista Democratico e Primo Ministro dell'Irlanda del Nord. Il Partito Unionista Democratico ha riconquistato il seggio alle elezioni generali del 2015.
A seguito delle elezioni del 2019 il partito ottenne per la prima volta un seggio al Parlamento europeo con l'elezione della leader Naomi Long ad eurodeputata.
A seguito delle elezioni per l'Assemblea dell'Irlanda del Nord del 2022, APNI è il terzo partito più votato e ottiene più seggi rispetto alla legislatura precedente.

## Struttura

### Leader
| Leader | Leader                     | Inizio | Fine      |
| ------ | -------------------------- | ------ | --------- |
| 1      | Oliver Napier e Bob Cooper | 1970   | 1972      |
| 2      | Phelim O'Neill             | 1972   | 1972      |
| 3      | Oliver Napier              | 1972   | 1984      |
| 4      | John Cushnahan             | 1984   | 1987      |
| 5      | John Alderdice             | 1987   | 1998      |
| 6      | Seán Neeson                | 1998   | 2001      |
| 7      | David Ford                 | 2001   | 2016      |
| 8      | Naomi Long                 | 2016   | in carica |

### Vice leader
| Vice leader | Vice leader      | Inizio | Fine      |
| ----------- | ---------------- | ------ | --------- |
| 1           | Bob Cooper       | 1973   | 1976      |
| 2           | Basil Glass      | 1976   | 1980      |
| 3           | David Cook       | 1980   | 1984      |
| 4           | Addie Morrow     | 1984   | 1987      |
| 5           | Gordon Mawhinney | 1987   | 1991      |
| 6           | Seamus Close     | 1991   | 2001      |
| 7           | Eileen Bell      | 2001   | 2006      |
| 8           | Naomi Long       | 2006   | 2016      |
| 9           | Stephen Farry    | 2016   | in carica |

## Risultati elettorali

### Elezioni europee
| Anno | Voti    | Seggi  |
| ---- | ------- | ------ |
| 2009 | 26 699  | 0 / 72 |
| 2014 | 44 432  | 0 / 73 |
| 2019 | 105 928 | 1 / 73 |

### Elezioni per l'Assemblea dell'Irlanda del Nord
| Anno | Voti    | Seggi   |
| ---- | ------- | ------- |
| 1973 | 66 541  | 8 / 78  |
| 1975 | 64 657  | 8 / 78  |
| 1982 | 58 851  | 10 / 78 |
| 1996 | 49 176  | 7 / 110 |
| 1998 | 52 636  | 6 / 108 |
| 2003 | 25 372  | 6 / 108 |
| 2007 | 36 139  | 7 / 108 |
| 2011 | 50 875  | 8 / 108 |
| 2016 | 48 447  | 8 / 108 |
| 2017 | 72 717  | 8 / 90  |
| 2022 | 116 681 | 17 / 90 |